# IC 32
IC 32 ist eine Spiralgalaxie vom Hubble-Typ S0/a? im Sternbild Walfisch am Südsternhimmel. Sie ist rund 742 Millionen Lichtjahre von der Milchstraße entfernt und hat einen Durchmesser von etwa 85.000 Lichtjahren. Aufgrund ihrer nahezu identischen Entfernung und Richtung könnten IC 32 und IC 33 ein gravitativ gebundenes Paar sein.
Entdeckt wurde das Objekt am 6. November 1891 vom französischen Astronomen Stéphane Javelle.